# Карен Мещук
Карен Мещук  (нім. Caren Metschuck, 27 вересня 1963) — німецька плавчиня, олімпійська чемпіонка.

## Виступи на Олімпіадах
| Олімпіада   | Дисципліна                            | Місце |
| ----------- | ------------------------------------- | ----- |
| Москва 1980 | плавання на 100 метрів вільним стилем | 2     |
| Москва 1980 | естафета 4 × 100 вільним стилем       | 1     |
| Москва 1980 | плавання на 100 метрів, батерфляй     | 1     |
| Москва 1980 | комплексна естафета 4 × 100           | 1     |